# Acartophthalmus nigrinus
Acartophthalmus nigrinus is een vliegensoort uit de familie van de Acartophthalmidae. De wetenschappelijke naam van de soort is voor het eerst geldig gepubliceerd in 1848 door Zetterstedt.